# Elektrownia jądrowa Browns Ferry

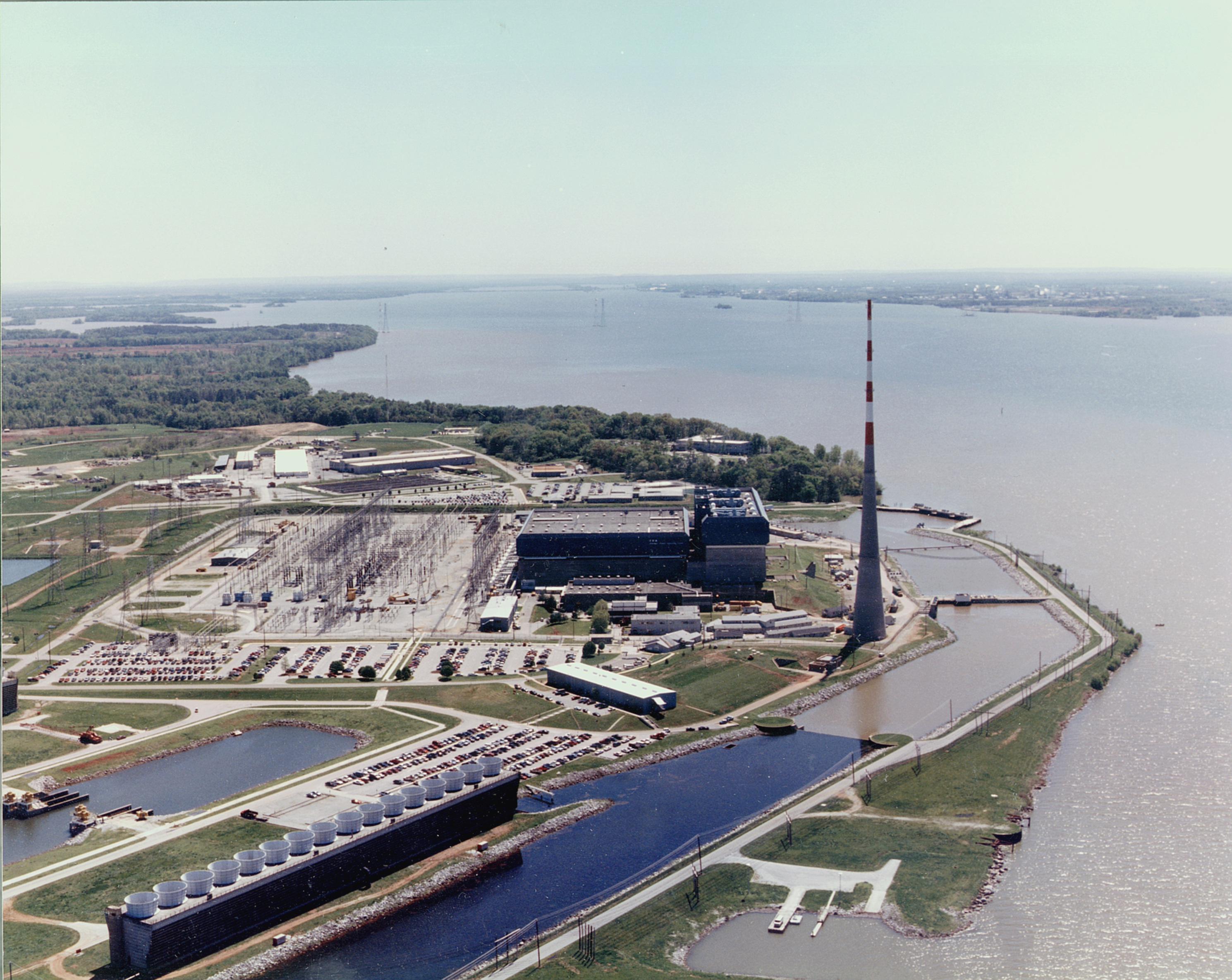
Elektrownia jądrowa Browns Ferry

Elektrownia jądrowa Browns Ferry (Browns Ferry Nuclear Plant) – amerykańska elektrownia jądrowa położona nad rzeką Tennessee, koło miast Decatur i Athens, w stanie Alabama. Nazwa elektrowni pochodzi od promu kursującego po rzece do połowy XX wieku. W momencie uruchomienia, w 1974, była największą elektrownią jądrową na świecie i pierwszą, która wytwarzała ponad 1000 MW energii elektrycznej.
Elektrownia składa się z trzech bloków, każdy z reaktorem jądrowym wodnym wrzącym (BWR). Była to pierwsza elektrownia jądrowa operatora Tennessee Valley Authority. Jej budowa została zatwierdzona 17 czerwca 1966, a budowę rozpoczęto we wrześniu 1966. 
W 2006 amerykańska Nuclear Regulatory Commission odnowiła licencję na pracę wszystkich trzech reaktorów siłowni, przedłużając ją o 20 lat.

## Reaktory
| Nazwa bloku    | Typ reaktora | Producent / Dostawca | Właściciel                 | Operator                   | Rozpoczęcie budowy | Stan krytyczny   | Włącz. do sieci      | Trwałe wyłączenie | Moc elektr. netto (MW) | Moc elektr. brutto (MW) | Moc termiczna (MW) |
| -------------- | ------------ | -------------------- | -------------------------- | -------------------------- | ------------------ | ---------------- | -------------------- | ----------------- | ---------------------- | ----------------------- | ------------------ |
| Browns Ferry-1 | BWR Mark I   | General Electric     | Tennessee Valley Authority | Tennessee Valley Authority | 1 maja 1967        | 17 sierpnia 1973 | 15 października 1973 |                   | 1065                   | 1098                    | 3293               |
| Browns Ferry-2 | BWR Mark I   | General Electric     | Tennessee Valley Authority | Tennessee Valley Authority | 1 maja 1967        | 20 lipca 1974    | 28 sierpnia 1974     |                   | 1118                   | 1155                    | 3293               |
| Browns Ferry-3 | BWR Mark I   | General Electric     | Tennessee Valley Authority | Tennessee Valley Authority | 1 lipca 1968       | 8 sierpnia 1976  | 12 września 1976     |                   | 1118                   | 1155                    | 3293               |